# Rolls-Royce Tyne
Il Rolls-Royce RB.109 Tyne è un motore aeronautico turboelica a 2 stadi realizzato dall'azienda britannica Rolls-Royce Ltd. alla fine degli anni cinquanta. Fu provato in volo per la prima volta nel 1956, installato all'estremità anteriore della fusoliera di un Avro Lincoln appositamente modificato.

## Storia del progetto

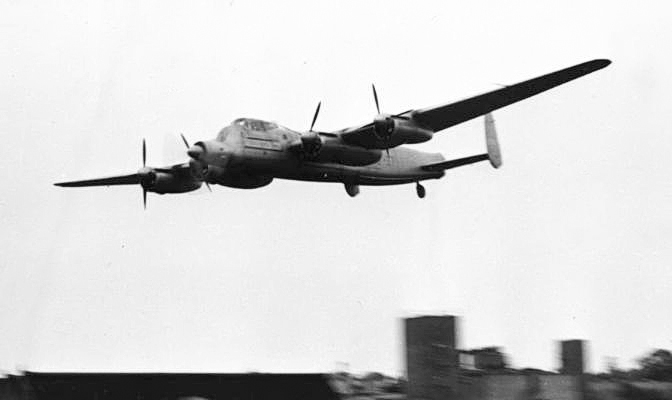
L'Avro Lincoln modificato con il prototipo del Tyne montato anteriormente in volo sopra Farnborough nel 1956.

Il Tyne fu realizzato principalmente per motorizzare il quadrimotore di linea britannico Vickers Vanguard; il primo prototipo volò il 20 gennaio 1959, equipaggiato con quattro Tyne Mk.506 da 4.985 hp. Le consegne cominciarono da metà 1959 in poi, motorizzando i 43 Vanguard consegnati alla British European Airways e alla Trans-Canada Airlines. Fu successivamente impiegato in altri progetti civili e militari.
Il motore fu poi sviluppato aumentandone la potenza e fu utilizzato nel bimotore Dassault-Breguet Atlantique da ricognizione a lungo raggio; fu poi utilizzato anche negli aerei da trasporto Canadair CL-44 e Transall C-160.
La turbina di alta pressione a stadio singolo fa muovere il compressore di alta pressione a 9 stadi, mentre la turbina di bassa pressione a tre stadi muove, oltre all'elica (tramite una scatola di riduzione), anche il compressore di bassa pressione a 6 stadi. La camera di combustione è tubolare-anulare. Il Tyne quindi, come lo sfortunato Bristol Orion, ha una turbina di bassa pressione ad albero condotto, invece di una turbina ad albero libero, come nel Bristol Proteus e nei turboelica più moderni.
La versione Mark 515 Tyne ha una potenza nominale al decollo di 5 730 shp, in condizioni ISA +16.8 °C. La versione marina produce oltre 9 700 shp.

## Versioni

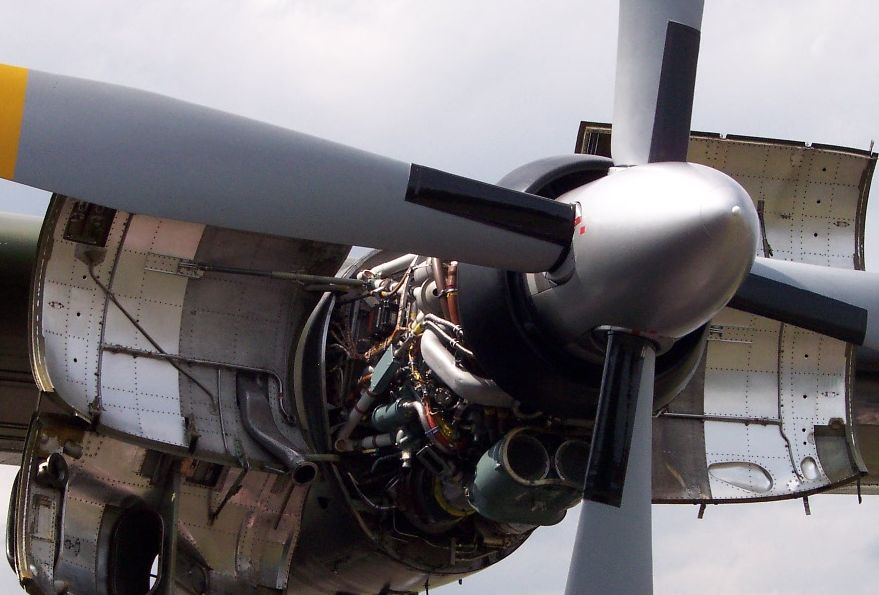
Il Tyne RTy.20 Mk 22 montato sul Transall C-160.

RTy.1 Mk 506
3 259 kW, installato sul Vickers Vanguard Type 951 e sul Vickers Merchantman; 238 esemplari fabbricati.
RTy.11 Mk 512
3 776 kW, installato sul Vickers Vanguard Type 952.
RTy.12 Mk 515
3 442 kW, installato sul Canadair 400/CL-44; 227 esemplari fabbricati.
RTy.12 Mk 515-101W
4 026 kW, installato sul Short Belfast.
RTy.20 Mk 21
4 226 kW, installato sul Breguet 1150 Atlantic e sull'Atlantique ATL2
RTy.20 Mk 22
4 226 kW, installato sul Transall C-160
RTy.20 Mk 801
3 624 kW, installato sull'Aeritalia G.222T
RTy.20 Mk 45
4 500 kW, installato sul Transall C-160 e sull'Atlantique ATL2

### Versione marina
Del Tyne venne realizzata anche una serie di versioni marine, i Tyne RM1A, RM1C ed RM3, che vengono tuttora impiegati su alcuni cacciatorpediniere missilistici Classe Type 42 e su alcune fregate Classe Type 22 in forza alla Royal Navy.

## Esemplari attualmente esistenti
Molti Tyne rimasero in servizio sino al 2014, continuando ad equipaggiare i Transall in forza presso la francese Armée de l'air, la tedesca Luftwaffe e la turca Türk Hava Kuvvetleri. Anche le versioni navali rimasero in servizio nella Royal Navy sino al 2014.
Tra gli esemplari preservati si può osservare un Rolls-Royce Tyne esposto in una struttura museale presso il Royal Air Force Museum Cosford, nei pressi di Londra.

## Velivoli utilizzatori

### Civili
Canada
- Canadair CL-44

 Regno Unito
- Short Belfast
- Vickers Vanguard

 Stati Uniti
- Conroy Skymonster

### Militari
Francia
- Breguet BR.1150 Atlantic
- Dassault Atlantique 2

  Francia-Germania (Transport Allianz)
- Transall C-160

 Italia
- Aeritalia G.222